# Domenico Romeo (politico)
Domenico Romeo, detto Mimmo (Ferruzzano, 2 settembre 1939), è un politico italiano.

## Biografia
Socialista e dirigente INPS, consigliere comunale di Rovigo dal 1975 al 1990, assessore comunale e vicesindaco dal 1980 al 1990, consigliere provinciale di Rovigo dal 1990 al 1994 e dal 1998 al 2002, è stato senatore della Repubblica dal 1992 al 1994 eletto sempre a Rovigo con il Partito Socialista Italiano. Dopo la diaspora socialista passa al Nuovo PSI e poi al Partito Democratico.
La figlia Nadia diventa parlamentare per il PD.